# Сан Поло (Пјаченца)
Сан Поло (итал. San Polo) је насеље у Италији у округу Пјаченца, региону Емилија-Ромања.
Према процени из 2011. у насељу је живело 1137 становника. Насеље се налази на надморској висини од 87 м.